# 649–640 př. n. l.
Století: 8. století př. n. l. – 7. století př. n. l. – 6. století př. n. l.
Roky: 669 – 660 659 – 650 – 649–640 př. n. l. – 639 – 630 629 – 620

## Události
- Asyrský král Aššurbanipal zakládá v Ninive knihovnu, v které byla později nalezena první kompletní verze Eposu o Gilgamešovi
- 649 – Babylónské povstání pod vedení Šamaš-šum-ukina bylo Asyřany rozdrceno.
- 6. dubna 648 – První v Řecku přesně zaznamenané zatmění slunce.
- 647 – Aššurbanipal přepadl a vyloupil Súsy.
- 642 – Ancus Marcius se stává čtvrtým římským králem (tradiční datum)
- 640 – Velké vítězství asyrských vojsk pod vedením Aššurbanipala nad Elamem

## Úmrtí
- 643/642 – Menaše, judský král

## Hlava státu
- Judea – Menaše († 643/642), poté Jóšijáš
- Médie – Madios
- Urartu – Rusa II.
- Asýrie – Aššurbanipal
- Egypt – Psammetik I.
- Persie – Kýros I. (vazal asyrského krále)